# Independent Labour Party

Logo der Independent Labour Party

Die Independent Labour Party (ILP) war eine sozialistische Partei im Vereinigten Königreich. Sie wurde 1893 gegründet und war damit die zweite sozialistische Partei in Großbritannien nach der Social Democratic Federation. Mit der Gründung der Labour Party 1906 fusionierte die ILP mit dieser, trennte sich aber wieder 1932. Im Jahr 1975 löste sich die ILP auf.

## Gründung

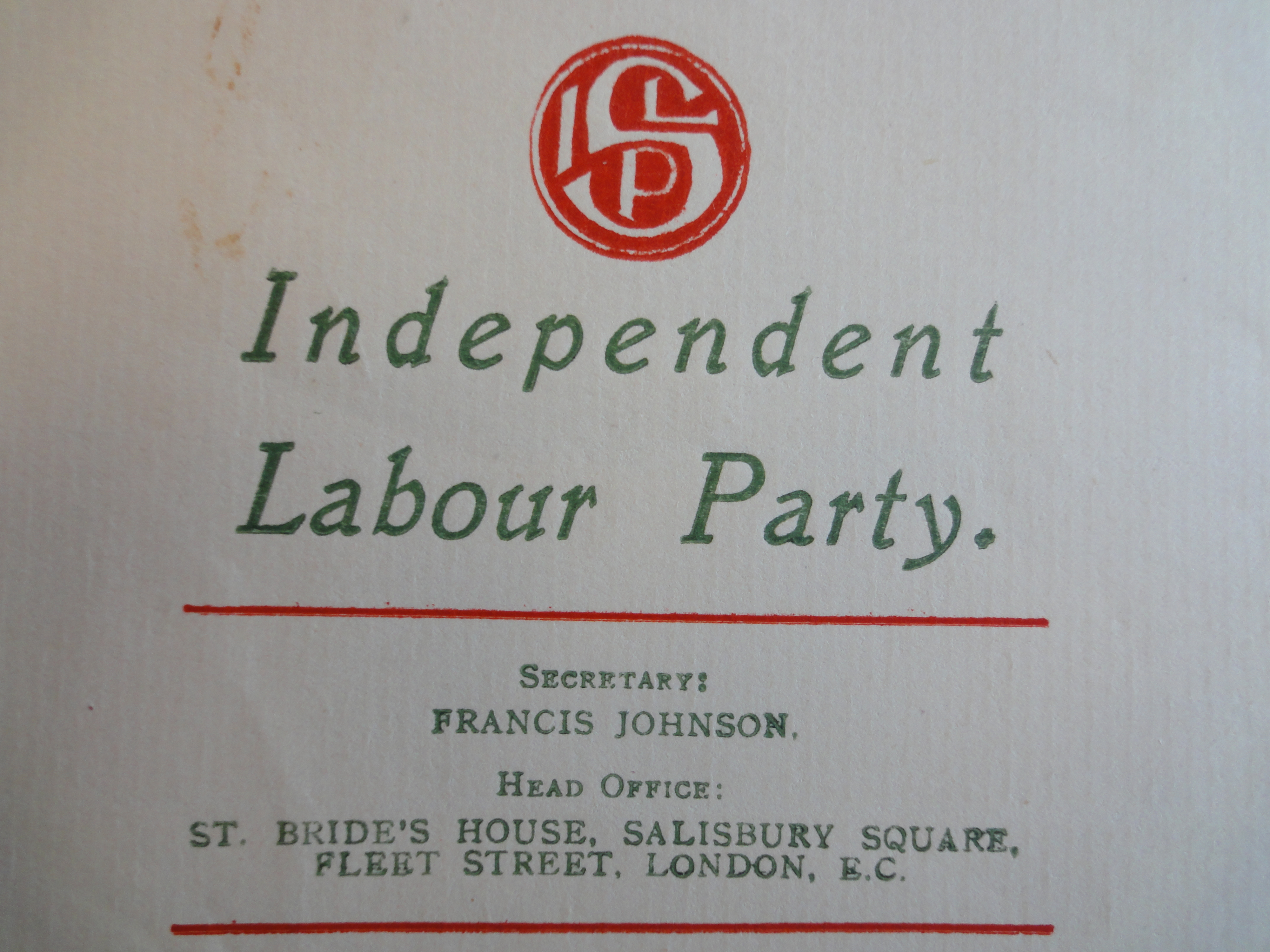
Briefkopf der ILP

1881 wurde die Social Democratic Federation (SDF) gegründet. Sie war ein Versuch, die britische Arbeiterschaft aus ihrer Verhaftung im Radikalismus zu lösen und an marxistische Ideen heranzuführen. Die SDF hatte allerdings nur marginalen Erfolg, die Liberalen blieben die bedeutendste Kraft bei der politischen Vertretung der britischen Arbeiter. Erschwerend kam hinzu, dass die SDF vor allem ihre Haltung in den Vordergrund stellte und das Bekenntnis zum Sozialismus als Grundvoraussetzung für ihre Politik nannte. In der britischen Arbeiterklasse hatte der Sozialismus allerdings nur eine schwache Basis, ganz im Gegensatz zu Deutschland. Die Gewerkschaft war die mit Abstand bedeutendste Organisationsform der Arbeiter und gewerkschaftliche Interessen wurden lange Zeit von den Liberalen vertreten, die auch einige Gewerkschafter in das Parlament brachten und auf dem Zuspruch der Arbeiter ihre Macht begründeten. Aber auch hier blieb der Organisationsgrad der Arbeiter in den Gewerkschaften gering. Hinzu kam, dass britische Arbeiter, die ihr Klassenbewusstsein vorrangig ökonomisch begründeten, oft ein Misstrauen gegen die meist bürgerlichen Sozialisten hegten, wie sie sich etwa in der kleinen Fabian Society organisierten. Für sie waren pragmatische und antisozialistische Gewerkschafter, die ebenfalls der Arbeiterklasse entstammten glaubwürdiger. Der SDF gelang es wegen ihrer oft sektiererischen Politik nicht, diese Mehrheit der Arbeiter zu gewinnen.
Ein weiterer Versuch der Gründung einer politischen Vertretung der Arbeiter war die Colne Valley Labour Union, die 1891 von 20 Männern in der Gegend zwischen Huddersfield und Oldham im nordenglischen Industriegebiet gegründet wurde. Sie sollte die Interessen der Arbeiter in einer Region vertreten, in der kleinteilige Industrie vorherrschte und die Gewerkschaften schwach entwickelt waren. Die Organisation sollte sich aus örtlichen Labour Clubs aufbauen, in denen Arbeiter über 16 Jahre für einen geringen Beitrag Mitglied werden konnten. Trotzdem konnte Colne Valley kaum Fuß in der Arbeiterschaft fassen. Ende 1891 versuchte die Organisation den im Londoner Hafenarbeiterstreik von 1889 äußerst populär gewordenen Tom Mann für die kommenden Unterhauswahlen aufzustellen, dieser lehnte aber ab, so dass Colne Valley ohne eigenen Kandidaten dastand und der Versuch einer eigenen parlamentarischen Arbeitervertretung wieder scheiterte.
Die Gründung der ILP sollte diese Zustände beenden. Sie formierte sich als explizite Arbeiterpartei, die zwar eine sozialistische Programmatik besaß, aber auch an reinen Gewerkschaftsthemen interessierte Arbeiter ansprechen sollte. Sie war damit Teil des Ende des 19. Jahrhunderts aufkommenden New Unionism, der sich auch auf die spürbare Abkehr der Liberalen von den Interessen der Arbeiter gründete.

Im Januar 1893 kamen 120 Delegierte in Bradford zusammen, um die neue Partei zu gründen. Unter ihnen waren auch populäre Vertreter der britischen Linken, etwa Keir Hardie, Ben Tillett, Robert Blatchford und der Fabier George Bernard Shaw. Die Gründungsversammlung war der letzte Teil einer Reihe von (gescheiterten) Versuchen, eine unabhängige Organisationsform der Arbeiterbewegung zu gründen, wie es sich beispielsweise in der Colne Valley Labour Union äußerte, die Teil der ILP wurde. Vor der Gründungsphase fanden lange Diskussionen statt, die stark auf regionale Unterschiede und Bedürfnisse kleinerer Organisationen eingingen, die an der Herausbildung der ILP beteiligt waren. Entsprechend unterschiedlich war der Charakter der ILP in den britischen Regionen: Yorkshire wies eine eher sozialistisch orientierte Partei auf, westlich der Penninen war eine stärker chauvinistisch bis autoritär ausgerichtete Arbeiterschaft („Tory Workers“) anzusprechen, wiederum anders war die Schottische ILP charakterisiert.
Die ILP passte sich in das politische und gesellschaftliche System des Vereinigten Königreichs ein. Eine revolutionäre Politik verfolgte sie nicht und setzte stattdessen auf den Parlamentarismus. Ihr Zentralorgan, der Labour Leader, schrieb bereits 1895 von der „großen menschlichen Tragödie“ und „dunklen Schatten“, die eine Revolution in Europa verursachen würde. Der britische Historiker Ross McKibbin beschrieb den Parlamentarismus als funktionale Verbindung zum Glauben an die Krone als Hüterin gesamtgesellschaftlicher, klassenloser Regeln und moralischer Werte, denen sich auch die ILP im liberalen und demokratischen Großbritannien unterordnete.

Im Rückblick betrachtete auch Keir Hardie diese speziellen Wesenszüge der ILP als vorteilhaft. 1913 entgegnete er dem Vorwurf, dass die ILP nie eine eigene Sozialismustheorie entwickelt habe, dass genau darin ihre Stärke gelegen hätte, da sie damit dem in den sozialistischen Organisationen aufkommenden Dogmatismus etwas entgegensetzte. Die dogmatischen Gruppen – etwa die SDF – als auch die intellektuellen Fabier hätten so kaum Menschen erreicht, so Hardie. Tatsächlich schien diese Strategie anfangs recht erfolgreich zu sein. Bereits 1895 war ein Drittel der Delegierten des Trade Union Congress (TUC), des Dachverbandes der britischen Gewerkschaften, Mitglied der ILP. Der marxistische Historiker Siegfried Bünger erklärte den Aufstieg reformistischer Ideen in der Arbeiterbewegung auch mit einer Schwäche ihres „linken“ Flügels, den er prinzipiell bei der SDF verortete. Diese sei aber in einer dogmatischen Interpretation des Marxismus verhaftet gewesen und hätte seine humanistischen Elemente ignoriert. So konnte unter dem Stichwort „Ethischer Sozialismus“, wie ihn auch die ILP vertrat, eine große Lücke besetzt werden. Der ideologische Stichwortgeber der trotzkistischen International Socialist Tendency, Tony Cliff und sein Sohn Donny Gluckstein beschrieb die ILP als Geburt aus einer fortschrittlichen Bewegung und kontrastierte sie mit der Labour Party, die ein bürokratisches Manöver des TUC gewesen sei.

## Vom Beitritt zur Labour Party zum Ersten Weltkrieg

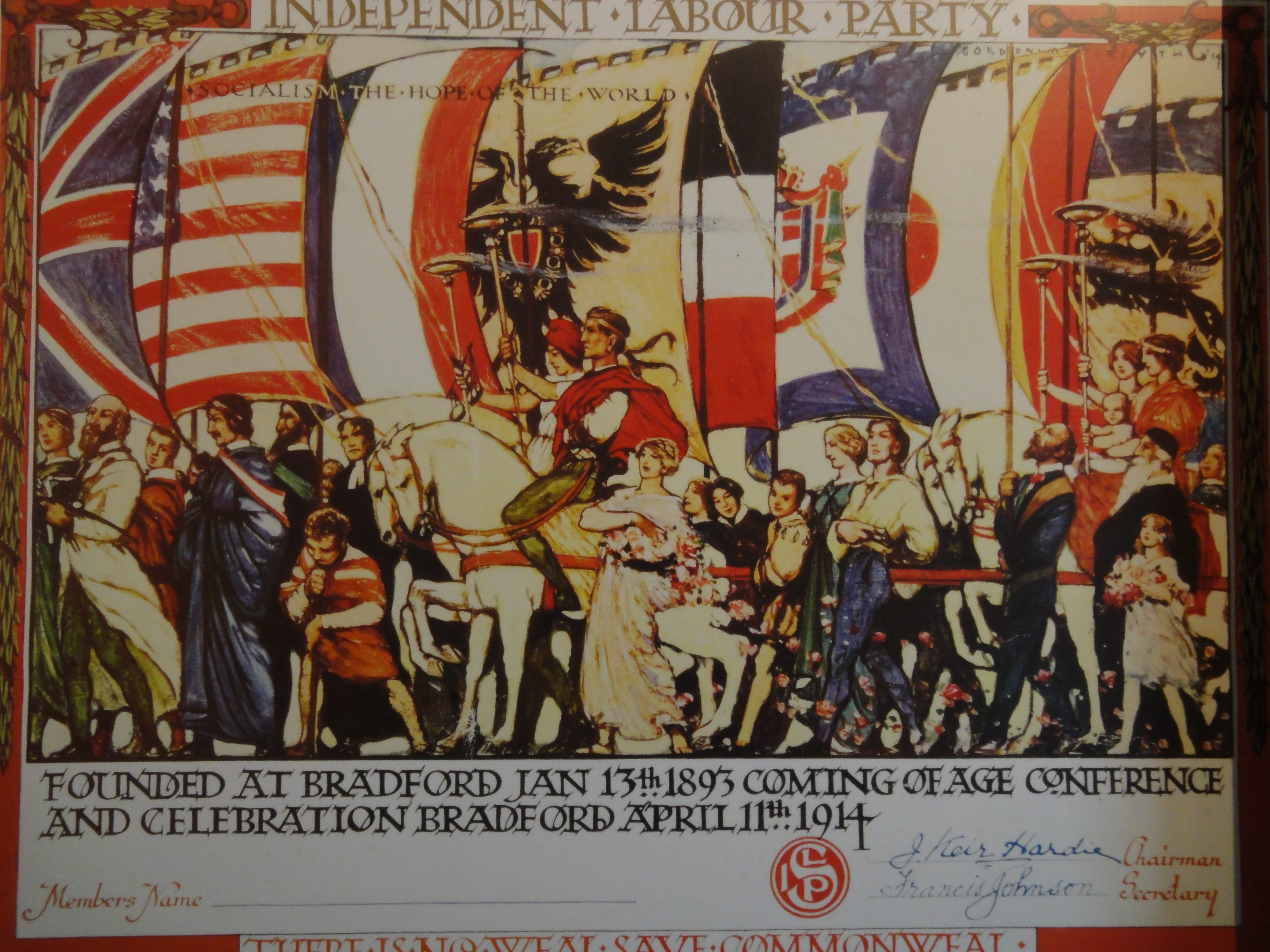
Poster der Coming-of-Age Conference der ILP im April 1914 (Ausstellungsstück im People’s History Museum)

Die ILP war eine der treibenden Kräfte bei der Formierung des Labour Representation Committee (LRC). Als sich in den letzten Jahren des 19. Jahrhunderts die Arbeiterbewegung aus Enttäuschung über den Kurs der Liberalen in Teilen vom Radikalismus lossagte, entstand der Plan, eine Wahlplattform für Gewerkschafter und Sozialisten zu gründen. Die Liberalen vertraten kaum noch die Interessen der Arbeiter. Mit der Entwicklung des Kapitalismus und der damit verbundenen Verschärfung der sozialen Frage trennten sich mehr und mehr die Interessen der Bourgeoisie und der Arbeiterklasse. Die Liberalen vertraten nun stärker die Interessen der Unternehmer als der abhängig Beschäftigten. Sie ließen zwar noch immer Gewerkschafter unter ihrer Flagge kandidieren, dies wurde aber zunehmend als Mittel erkannt, um Wählerstimmen aus der Arbeiterschaft zu gewinnen. 1899 beschlossen daher die Social Democratic Federation, die bürgerlich-sozialistische Denkfabrik Fabian Society, die ILP und viele Gewerkschaften, das LRC zu gründen. Bei den Unterhauswahlen von 1900 zog das LRC allerdings mit nur zwei Abgeordneten in das Parlament ein, die traditionelle Bindung an die Liberalen konnte damit nicht gebrochen werden. Aus dem Wahlbündnis formierte sich 1906 eine neue Partei, die Labour Party, in der die ILP eine tragende Rolle spielte. Sofort nach Gründung trat sie dieser bei und nahm eine Art Vermittlerrolle zwischen den stark divergierenden Interessen der oft anti-sozialistisch eingestellten Gewerkschafter und der Sozialisten ein. Keir Hardie, Vorsitzender der ILP, wurde auch der erste Vorsitzende der Labour Party.
Gerade in der Zeit der großen imperialistischen Kriege und Krisen und des Labour Unrest in den Jahren vor Ausbruch des Ersten Weltkriegs gelangte die ILP zu einem großen Einfluss innerhalb der Labour Party. Die Partei demonstrierte auf den Labour-Parteitagen immer wieder ihren starken Einfluss. Gerade Anträge und Resolutionen der ILP, die den Internationalismus betonten, nach Abrüstung riefen und gegen deutschfeindliche Politik, wie sie während der Amtszeit des Außenministers Edward Grey bestimmend war, fanden großen, meist einstimmigen, Anklang auf den Konferenzen der Labour Party.
Jedoch traten auch erste Konflikte zwischen Mitgliedern der ILP und der Politik der Labour Party auf. 1911 und 1912 traten eine Reihe von „Abweichlern“ auf, die sich mit Mitgliedern der gerade aufgelösten Social Democratic Party zur neuen British Socialist Party (BSP) zusammenschlossen. Hintergrund dieser und ähnlicher Gründungen war eine Welle von Streikbewegungen, die eine für britische Verhältnisse äußerst heftige Gegenwehr des Staates hervorrief. Viele Sozialisten wollten diesen Schwung, der stark vom Syndikalismus begleitet wurde, ausnutzen, um radikalere Veränderungen herbeizuführen. Allerdings blieb auch die BSP eine kurze Episode, da sie schon 1914 an der Kriegsfrage zerbrach.

## Regierungsbeteiligung und Kommunismus-Debatte
Nach dem Ende des Weltkrieges war die Arbeiterbewegung in Europa gespalten. Die Frage um die Unterstützung des Kriegskurses der Regierungen seit 1914 führte in vielen sozialistischen Parteien zu einer Trennung von Kriegsbefürwortern und -gegnern. In der Folge bildeten sich nach 1918 vielerorts kommunistische Parteien heraus. Die 1914 in eine schwere existenzielle Krise geratene Sozialistische Internationale formierte sich 1918 neu, war aber Anfang 1919 mit dem Gründungsaufruf einer dritten, kommunistischen Internationale aus Moskau konfrontiert. In der ILP brach in den Folgejahren eine Debatte über das Verhältnis der Partei zu diesem Bündnis kommunistischer Parteien unter faktischer Führung der russischen Bolschewiki aus. 1920 verließ die ILP als Konsequenz aus dem mehrheitlichen Kriegskurs der europäischen Sozialdemokratie von 1914 die Sozialistische Internationale. Die Parteiführung, unter anderem der entschiedene Kriegsgegner von 1914 Ramsay MacDonald verweigerten allerdings auch den Eintritt in die Komintern. In der Folge kam es zu Fraktionsbildungen als auch einer klaren Absage aus Moskau beispielsweise an die eher pazifistischen und reformorientierten Positionen der ILP. Trotzdem warb die Komintern weiterhin um die revolutionären Teile der ILP und ihre Organisation in einer kommunistischen Partei. Auf dem Parteitag von 1921 wurde schließlich ein Antrag zum Beitritt der ILP in die Komintern mit großer Mehrheit abgelehnt. Fortan befand sich die ILP in einer Position zwischen den sozialdemokratischen und kommunistischen Strömungen. Vergleichbar war ihre Stellung mit den Linkssozialisten in Deutschland und Österreich.
Bei den Unterhauswahlen von 1922 konnte die Labour Party große Zugewinne verbuchen. Viele der neuen Parlamentarier entstammten dabei der ILP. Ähnlich gute Ergebnisse erzielte die Partei bei den Neuwahlen von 1923. Nachdem dort keine notwendige Mehrheit erzielt werden konnte, fanden 1924 abermals Wahlen statt, die mit der ersten Regierung unter Labour-Beteiligung in einer Koalition mit den wiedervereinigten Liberalen endeten. Ramsay MacDonald wurde ihr Premierminister. MacDonald konzentrierte sich vor allem auf die Außenpolitik, jenes Ressort, an dem die Regierung letztlich scheiterte.

## Austritt aus der Labour Party und Zweiter Weltkrieg
Auf dem Parteitag von 1931 wurde erstmals ernsthaft über einen Austritt aus der Labour Party diskutiert, ein Vorschlag der letztlich doch keine Mehrheit fand. Trotzdem entschieden sich die ILP-Kandidaten, die zu den Unterhauswahlen von 1931 antraten, verstärkt autonom aufzutreten und die Eigenständigkeit gegenüber der Labour Party zu betonen. Dies führte dazu, dass den ILP-Kandidaten die Unterstützung durch die Dachpartei versagt wurde. Infolge wurden zwar nur fünf ILP-Vertreter ins Parlament gewählt, diese bildeten aber eine von der Labour Party unabhängige Fraktion. 1932 beschloss schließlich ein Parteitag den Austritt aus der Labour Party. Dieser Schritt hatte drastische Folgen für die Parteistruktur. In den folgenden Jahren verlor die ILP 75 Prozent ihrer Mitglieder. Einerseits verfügte die ILP mittlerweile über ein klares linkssozialistisches Profil und war auch Mitglied im Londoner Büro, einem Zusammenschluss linkssozialistischer Parteien, andererseits genügte dies nicht, Mitglieder weiterhin zu überzeugen, so dass eine Mehrheit einerseits von der Labour Party, andererseits von der Kommunistischen Partei und den wachsenden trotzkistischen Gruppen angezogen wurde.
Mitte der 1930er Jahre wurde die ILP zudem Ziel entristischer Aktivitäten einzelner trotzkistischer Gruppen, die in den wachsenden linkssozialistischen Parteien Europas eine Alternative zwischen reformistischer Sozialdemokratie und stalinistisch dominiertem Kommunismus sahen.

## Wahlergebnisse
| Jahr | Wahl                      | Wähler  | Stimmenanteil | Sitze |
| ---- | ------------------------- | ------- | ------------- | ----- |
| 1895 | Unterhauswahlen 1895      | 34.433  | 0,0 %         | 0/670 |
| 1931 | Unterhauswahlen 1931      | 239.280 | 1,2 %         | 3/615 |
| 1935 | Unterhauswahlen 1935      | 136.208 | 0,7 %         | 4/615 |
| 1945 | Unterhauswahlen 1945      | 46.769  | 0,2 %         | 3/640 |
| 1950 | Unterhauswahlen 1950      | 4.112   | 0,0 %         | 0/625 |
| 1951 | Unterhauswahlen 1951      | 4.057   | 0,1 %         | 0/625 |
| 1955 | Unterhauswahlen 1955      | 3.334   | 0,0 %         | 0/630 |
| 1959 | Unterhauswahlen 1959      | 923     | 0,0 %         | 0/630 |
| 1966 | Unterhauswahlen 1966      | 441     | 0,0 %         | 0/630 |
| 1970 | Unterhauswahlen 1970      | 847     | 0,0 %         | 0/630 |
| 1974 | Unterhauswahlen Feb. 1974 | 991     | 0,0 %         | 0/635 |